# قصر سليمان
قصر سليمان هو قصر بُني في مدينة مراكش في المغرب على يد القائد العيادي، لذلك كان القصر يُعرف أيضًا باسم دار العيادي. ويستخدم القصر في الوقت الحالي كمطعم للذواقة.

## الموقع
يقع قصر سليمان في الطرف الشمالي للمدينة القديمة في مراكش، وتحيط به أسوار مراكش القديمة على الطريق المؤدي إلى مدينة فاس من جهة قاع المشرع. كان القصر يتألف من بهو رئيسي وأربعة صالونات.

## التاريخ
يعد قصر سليمان أحد أكثر النماذج وضوحًا للعمارة المدنية في مراكش خلال أواخر القرن التاسع عشر وبدايات القرن العشرين، إلى جانب بعض النماذج الأخرى مثل قصر الباهية أو دار الباشا. شُيد قصر سليمان على يد حرفيين قدموا من مدن فاس ومراكش وعملوا لسنوات في بنائه وزخرفته. كان القصر ملكًا للقائد المغربي ميلود بن الهاشمي العيادي، والذي كان يحب أن يحيط نفسه بالعلماء، وفي خمسينيات القرن العشرين، خصص القائد معظم الجناح الذكوري في قصره للمحادثات الأدبية والشعر، وهو الجو الذي كان نادرًا في مراكش خلال هذه الفترة، كفل هذا للقصر سمعة طيبة في جميع أنحاء المدينة.
اشترى مصطفى السكني، والذي كان مهتمًا بالحفاظ على التراث المغربي، في عام 1971 القصر حيث كان القائد ينظم حفلاته وصالوناته الأدبية. كان السكني عاشقًا للموسيقى، فقام بتنظيم حفلات الموسيقى الكلاسيكية في القصر، وجلب عدة فنانين مشهورين مثل كاتيا ريتشياريلي، وجاي توفرون، ونادر إيلي، وماريا جواو بيريس، وجان إفلام بافوزيت، جيرار ليسن ليؤدوا عروضهم الموسيقية في القصر. كما افتتح مصطفى السكني أول مهرجان للموسيقى الكلاسيكية في المغرب، وكان الراعي الوحيد له، والذي سمي بمهرجان الموسيقى في الصحراء. وفي عام 1972، نظّم مصطفى السكني أول كأس لللعبة الغولف، والذي عُرف باسم كأس الحسن الثاني للغولف.
انتقلت ملكية قصر سليمان في عام 2004 بعد وفاة مصطفى السكني إلى ابنه إدريس السكني، والذي قام بتجديد القصر على مدى عشر سنوات، ويضم قصر سليمان اليوم مطعمًا شهيرًا تخصص في تنظيم الاستقبالات.
ينظم قصر سليمان في الوقت الحالي بالشراكة مع جمعية أصدقاء الموسيقى في مراكش حفلات موسيقية كلاسيكية تحظى بتقدير كبير من قبل الجالية الأجنبية في المدينة. قدم فنانون مشهورون عروضهم في قصر سليمان، وكان من بينهم الإيراني عباس بختيار وفرقة بويا، والمغنية الروسية إيكاترينا لخينا، والسوبرانو الإنجليزية فيليسيتي لوت، وعازف البيانو برتراند شامايو، والمغنية الكورية الجنوبية سومي جو، والمغنية سوزان غراهام، وعازفة البيانو جاكلين بورغيس مونوري.